# 尼崎インターチェンジ
尼崎インターチェンジ（あまがさきインターチェンジ）は、兵庫県尼崎市の名神高速道路上のインターチェンジ。尼崎市のほか伊丹市の最寄りインターチェンジである。

## 道路
- E1 名神高速道路（37番）

## 接続する道路
- 兵庫県道13号尼崎池田線
- 山手幹線

## 料金所
- ブース数：9

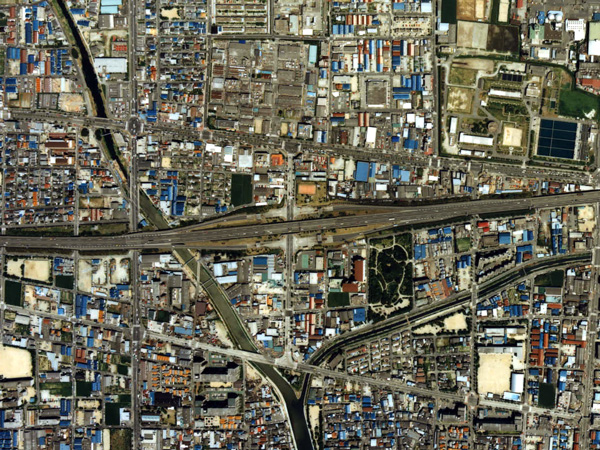
航空写真（1985年）。ダイヤモンド型の構造

- 名神高速道路では数少ないダイヤモンド型のICで、上下線の出入口それぞれに料金所がある。

### 上り線
- ブース数：4
- 入口
  - ブース数：2
    - ETC専用：1
    - 一般：1
- 出口
  - ブース数：2
    - ETC専用：1
    - 一般：1

### 下り線
- ブース数：5
- 入口
  - ブース数：2
    - ETC専用：1
    - 一般：1
- 出口
  - ブース数：3
    - ETC専用：1
    - ETC・一般：1
    - 一般：1

## 歴史
- 1963年7月16日 : 栗東IC - 尼崎ICが開通、日本で最初の高速自動車国道の終点
- 1964年9月6日 : 西宮IC - 尼崎ICが開通

## 周辺
- 園田学園中学校・高等学校・園田学園女子大学・園田学園女子大学短期大学部
- 尼崎市公設地方卸売市場
- 尼崎記念公園野球場
- 関西国際大学尼崎キャンパス
- JR尼崎駅
- JR塚口駅
- 阪急塚口駅
- 尼崎市役所

## 隣
E1 名神高速道路
(35)吹田JCT/IC - 吹田SA - (36)豊中IC - (37)尼崎IC - (38)西宮IC